# Vulcão de Água de Pau
A Serra de Água de Pau é uma Serra portuguesa localizada na ilha de São Miguel, arquipélago dos Açores.

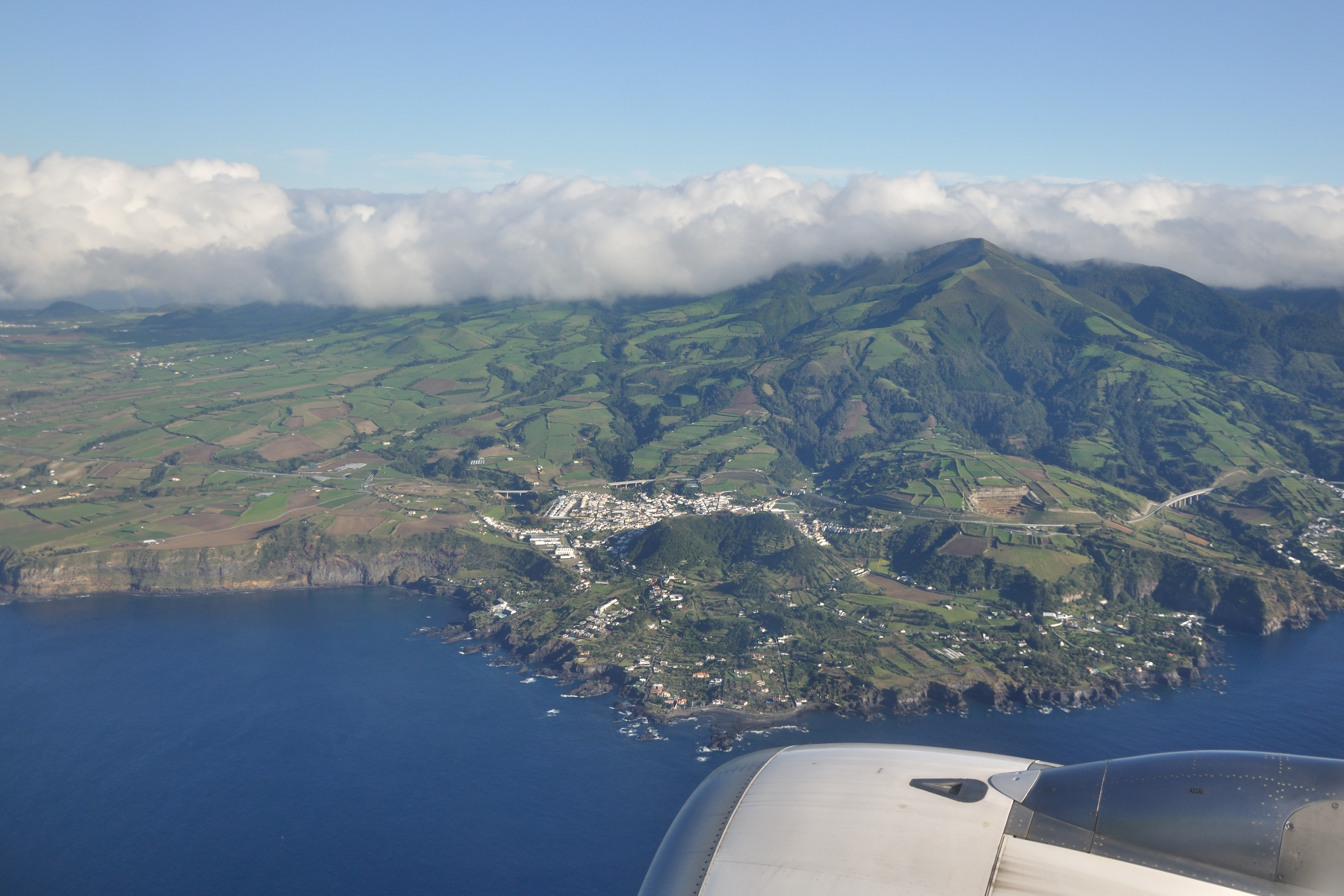
Vertente sul da Serra de Água de Pau, avistando-se a vila de Água de Pau, localidade que deu o nome à serra, um pouco mais para o interior, e a localidade da Caloura, junto ao mar (nesta fotografia, a parte mais alta da serra, que inclui o Pico da Barrosa, está coberta por nuvens).

Este acidente geológico é constituído por uma área montanhosa com cerca de 15 quilómetros de comprimento com relevo na direção de norte para sul (sendo transversal à largura da ilha, situando-se quase exatamente a metade do comprimento da mesma ilha) e com cerca de 3 a 5 quilómetros de largura, formando a parte ocidental do maciço montanhoso central da Ilha de São Miguel ou Complexo Vulcânico do Fogo (ou Vulcão do Fogo, Açores) (com o qual, por vezes, é confundida e tomada como sinónimo). A orientação de relevo de norte para sul com a crista montanhosa ou cumeeira da Serra de Água de Pau numa orientação transversal à largura da ilha, é única no conjunto das outras serras da ilha uma vez que as restantes têm o relevo orientado de este para oeste ou de sudeste para noroeste e são paralelas à largura da mesma ilha.
Esta serra tem o seu ponto mais elevado no Pico da Barrosa a 947 metros de altitude acima do nível do mar (*ver nota).

## Origem do nome
O nome desta serra foi dado por esta situar-se próximo da vila de Água de Pau. O nome desta vila, por sua vez, tal como menciona Gaspar Frutuoso, na sua obra Saudades da Terra, Livro Quarto, foi dado por se situar próximo de uma ribeira (que nascia na serra) e que no seu curso de descida para o mar, numa área de desnível mais abrupto de altitude, formava uma cascata de água densa abundante, alta e estreita, na forma de um pau ou estaca.

## Natureza

### Geologia
A Serra de Água de Pau corresponde à parte ocidental do Maciço Montanhoso Central da Ilha de São Miguel ou Complexo Vulcânico do Fogo que se formou há cerca de 250 mil anos em resultado de erupções vulcânicas. Estas formaram, entre outras formações geológicas, a caldeira vulcânica onde se encontra alojada a Lagoa do Fogo, que se situa na vertente oriental desta serra. 

### Cursos de Água
Nesta serra nascem vários cursos de água como é o caso da Ribeira da Praia, da Ribeira das Três Voltas, da Ribeira das Barreiras, da Grota das Pedras, entre vários outros cursos de água de menor importância.

### Espécies

#### Fauna

##### Mamíferos
Principais espécies
Nesta serra, tal como no resto da ilha, vive o morcego-dos-Açores (nome científico: Nyctalus azoreum), uma espécie de morcego pertencente ao género Nyctalus, sendo a espécie mais pequena deste género biológico (também pode ser denominada de morcego anão), e é uma das poucas espécies de mamífero endémicas dos Açores. Tem como característica invulgar de comportamento o facto de ser uma das duas únicas espécies de morcego que caça durante o dia (juntamente com uma pequena população de Pipistrellus pygmaeus no centro de Itália), provavelmente devido à ausência de predadores, e também tem uma forte atividade diurna para além da caça. Devido ao facto de os morcegos desta espécie não serem exclusivamente noctívagos podem portanto ser avistados durante o dia.

##### Aves
Principais espécies
O milhafre (também conhecido por queimado) ou manta (tal como é conhecido na Madeira) (Buteo buteo rothschildi, uma subespécie do Buteo buteo) existe em abundância nesta serra.
O milhafre é uma ave de rapina, pertencente a uma subespécie que em Portugal Continental é conhecida por águia-de-asa-redonda, ou seja, é uma subespécie de águia mas de menor tamanho.
O melro-preto ou melro-negro (Turdus merula) e o canário (Serinus canaria), uma ave canora, são outras das espécies de ave muito abundantes na Serra de Água de Pau.

#### Flora

##### Endémica e Nativa
Principais espécies
Esta serra dá abrigo a uma das mais vastas áreas de floresta endémicas da ilha de São Miguel (sobretudo a maior altitude). Esta floresta de Laurisilva, endémica da Macaronésia, encontra aqui as condições ideiais para a sua existência abrangendo duas reservas naturais que são respetivamente, o Monumento Natural e Regional da Caldeira Velha e a Reserva Natural da Lagoa do Fogo. Entre as espécies desta floresta nativa e endémica mais importantes estão o cedro-das-ilhas ou cedro-do-mato, também conhecido por cedro-da-terra ou ainda por zimbro (Juniperus brevifolia), o loureiro açoriano (Laurus azorica), o vinhático-das-ilhas (Persea indica) e o pau-branco (Picconia azorica).

##### Exótica
No entanto, também há uma grande área ocupada por floresta não nativa e endémica sobretudo com a espécie criptoméria ou cedro-japonês (Cryptomeria japonica), introduzida no século XIX, para além da área ocupada com pastagem de gado.
- Nota: O Monte Escuro com 890 metros, faz parte do maciço montanhoso central no qual a Serra de Água de Pau está incluída, mas não faz parte desta serra propriamente dita, é uma elevação das Lombadas, que são um serra distinta, com uma orientação de relevo de este para oeste e de nordeste para sudoeste, enquanto a Serra de Água de Pau tem uma orientação de relevo de norte para sul.